# Christian Irobiso
Okechukwu Christian Irobiso (Lagos, 28 de maio de 1993) é um futebolista nigeriano que atua como atacante. Atualmente joga pelo Farense.

## Carreira
Irobiso jogou a maior parte de sua carreira no futebol de Portugal, estreando profissionalmente em 2012, no Paços de Ferreira. Em 2 temporadas pelos Castores, atuou em 17 jogos e fez um gol - ainda em 2012, foi emprestado ao União da Madeira, onde jogou 20 vezes e fez 2 gols. Em janeiro de 2015 assinou com o Farense, atuando em 62 jogos e deixando 12 bolas nas redes adversárias.
Passou também pelo Cova da Piedade na temporada 2016–17, antes de regressar ao Farense, chegando a renovar seu contrato em 2018. Ainda passou pelo futebol da Eslováquia, vestindo as camisas de Senica e Vysočina Jihlava em curtos períodos.